# Serra Gorda
A Serra Gorda é uma elevação portuguesa localizada no concelho de Ponta Delgada, ilha de São Miguel, arquipélago dos Açores.
Este acidente geológico tem o seu ponto mais elevado a 485 metros de altitude acima do nível do mar. Nas suas imediações encontra-se as Arribanas, o Pico dos Bodes, e o Pico das Contendas.